# لي غامبل
لي غامبل (بالإنجليزية: Lee Gamble)‏ هو لاعب كرة قاعدة أمريكي، ولد في 28 يونيو 1910 في رينوفو في الولايات المتحدة، وتوفي في 5 أكتوبر 1994 في Punxsutawney, Pennsylvania ‏ في الولايات المتحدة.

## وصلات خارجية
- لي غامبل على موقعبيزبول رفرنس.كوم (الدوري الرئيسي) (الإنجليزية)